# Marque d'itération
 (mai 2021).
Si vous disposez d'ouvrages ou d'articles de référence ou si vous connaissez des sites web de qualité traitant du thème abordé ici, merci de compléter l'article en donnant les références utiles à sa vérifiabilité et en les liant à la section « Notes et références ».
Pour les articles homonymes, voir Itération (homonymie).

Marque d'itération.

Une marque d'itération est un signe permettant d'éviter la répétition d'un ou plusieurs caractères, utilisé en japonais et plus rarement en chinois. Par exemple, en japonais, 人人 (hitobito « les gens ») peut aussi s'écrire 人々, où 々 est la marque d'itération des kanjis.

## Japonais
La langue japonaise utilise particulièrement les marques d'itérations, appelées en japonais odoriji (踊り字, « marque dansante ») ou kurikaeshi (繰り返し, « répétition »). Elle en possède d'ailleurs trois, une par écriture japonaise : 々 pour les kanjis, ゝ pour les hiraganas et ヽ pour les katakanas (en sachant que les deux derniers peuvent porter un diacritique, le dakuten).

### Kanji (々)
La marque d'itération des kanjis, parfois appelée noma (ノマ) par décomposition graphique, est la plus utilisée des marques d'itération japonaise.
Comme le japonais ne dispose pas de genres grammaticaux, certains kanjis peuvent être doublés pour imposer une idée de nombre, par exemple :
- 人 (hito) personne → 人々 (hitobito) les gens ;
- 山 (yama) montagne → 山々 (yamayama) de nombreuses montagnes ;
- 木 (ki) arbre → 木々 (kigi) de nombreux arbres.

Cependant, pour certains mots, la répétition change le sens :
- 個 (ko) pièce, objet → 個々 (koko) un par un, individuellement ;
- 時 (toki) temps → 時々 (tokidoki) de temps en temps, quelquefois ;
- 翌日 (yokujitsu) lendemain→ 翌々日 (yokuyokujitsu) le jour après le lendemain.

Pour doubler un groupe de kanjis, on place une marque d'itération par kanji doublé à la fin du groupe :
- 後手 (gote) perdre l'initiative au jeu de go → 後手々々 (gotegote) être toujours en retard, à la traîne.

Bien que les marques de répétition ne soient pas obligatoires, elles sont souvent préférées à la forme brute.

### Kanas (ゝ et ヽ)
Pour les kanas (hiragana et katakana), les marques d'itération peuvent être utilisées dans les écrits manuscrits, mais ne sont que rarement employées dans les écrits formels ou imprimés, à l'exception de son emploi obligatoire dans certains noms de personne tels que さゝ川 (Sasakawa) ou おゝ杉 (Ōsugi). La marque d'itération des kanas peut aussi être combinée au dakuten, une des deux diacritiques des syllabaires japonais, indiquant que la syllabe répétée doit être voisée, par exemple みすゞ (Misuzu).

## Chinois

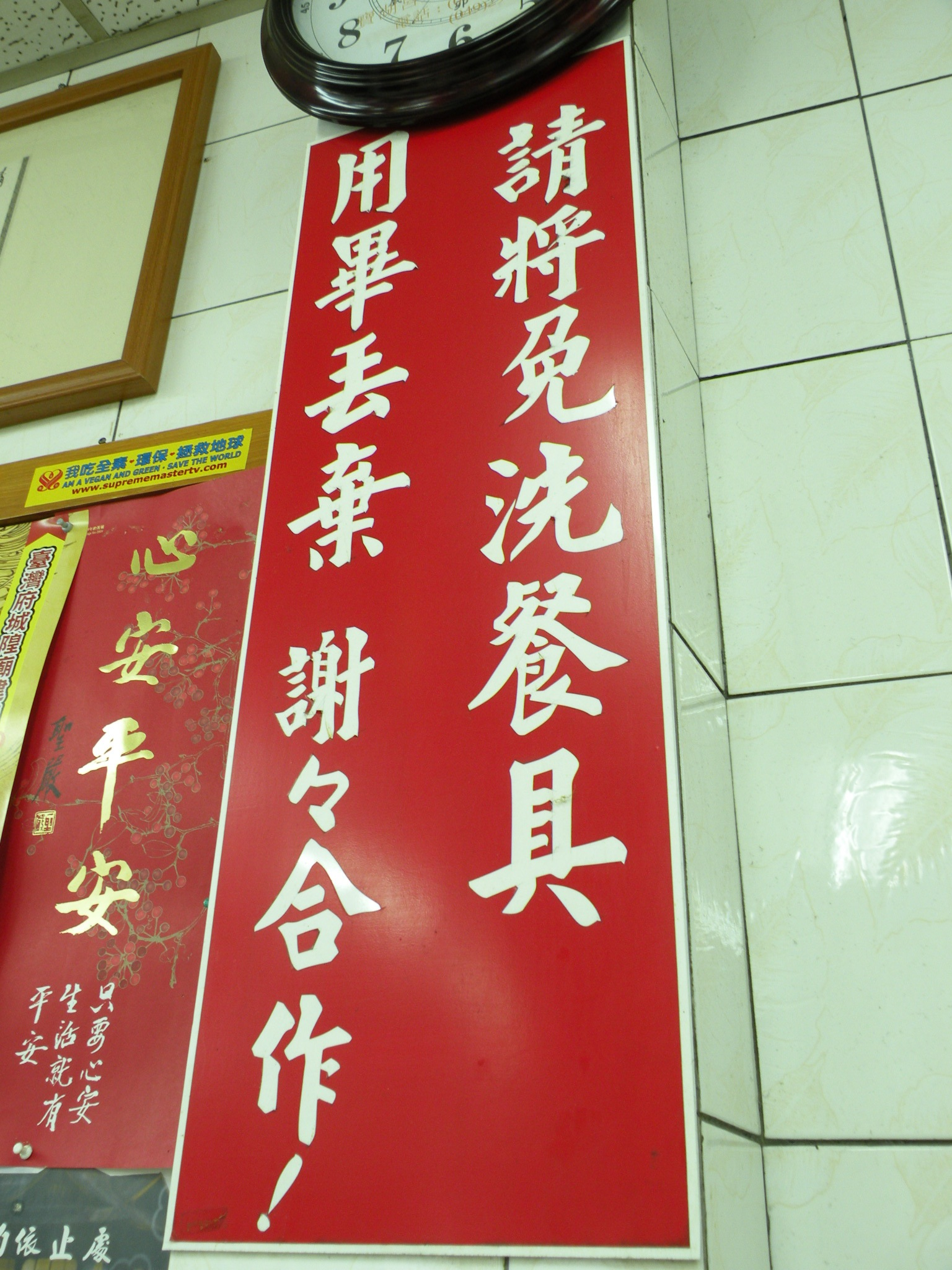
Une marque d’itération dans un texte sinographique en chinois traditionnel, sur une enseigne d'un restaurant de petits déjeuners à Tainan (Taïwan).

En chinois, la marque 々, identique à la marque d’itération des kanjis (les sinogrammes japonais), est parfois utilisée mais uniquement dans les écrits informels, au contraire du japonais.